# Диксон (округ, Небраска)
Диксон (англ. Dixon County) — округ в штате Небраска, США. Столица — Понка. По данным переписи за 2010 год число жителей округа составляло 6000 человек. В системе автомобильных номеров Небраски округ Диксон имеет префикс 35. Округ был создан в 1858 году.

## География
По данным Бюро переписи населения США округ Диксон имеет общую площадь в 1251 квадратных километра, из которых 1233 кв. километра занимает земля и 17 кв. километра — вода. Площадь водных ресурсов округа составляет 1,2 % от всей его площади.

### Транспорт
Через округ проходят:
- US 20 (англ. U.S. Route 20).
- Дорога 9 штата Небраска[англ.].
- Дорога 12 штата Небраска[англ.].
- Дорога 15 штата Небраска[англ.].
- Дорога 35 штата Небраска[англ.].
- Дорога 116 штата Небраска[англ.].

## Население
В 2010 году на территории округа проживало 6000 человек (из них 49,4 % мужчин и 50,6 % женщин), насчитывалось 2370 домашних хозяйства и 1656 семей. Расовый состав: белые — 92,5 %, афроамериканцы — 0,3 %, коренные американцы — 0,4 %, азиаты — 0,2 и представители двух и более рас — 1,0 %.
Население округа по возрастному диапазону по данным переписи 2010 года распределилось следующим образом: 25,6 % — жители младше 18 лет, 3,2 % — между 18 и 21 годами, 53,4 % — от 21 до 65 лет и 17,8 % — в возрасте 65 лет и старше. Средний возраст населения — 42,1 лет. На каждые 100 женщин в Диксоне приходилось 97,6 мужчин, при этом на 100 совершеннолетних женщин приходилось уже 96,4 мужчин сопоставимого возраста.
Из 2370 домашних хозяйств 69,9 % представляли собой семьи: 58,7 % совместно проживающих супружеских пар (22,1 % с детьми младше 18 лет); 7,5 % — женщины, проживающие без мужей и 3,6 % — мужчины, проживающие без жён. 30,1 % не имели семьи. В среднем домашнее хозяйство ведут 2,50 человека, а средний размер семьи — 3,01 человека. В одиночестве проживали 26,9 % населения, 13,9 % составляли одинокие пожилые люди (старше 65 лет).

## Экономика
В 2015 году из 4545 трудоспособных жителей старше 16 лет имели работу 2916 человек. При этом мужчины имели медианный доход в 40 750 долларов США в год против 30 233 долларов среднегодового дохода у женщин. В 2014 году медианный доход на семью оценивался в 61 591 $, на домашнее хозяйство — в 51 223 $. Доход на душу населения — 24 286 $. 9,4 % от всего числа семей в Диксоне и 11,9 % от всей численности населения находилось на момент переписи за чертой бедности.